# Serruria acrocarpa
Serruria acrocarpa är en tvåhjärtbladig växtart som beskrevs av Robert Brown. Serruria acrocarpa ingår i släktet Serruria och familjen Proteaceae. Inga underarter finns listade i Catalogue of Life.